# Chagrinrochen
Der Chagrinrochen (Leucoraja fullonica) ist eine Rochenart des östlichen Nordatlantiks.

## Merkmale
Der Chagrinrochen erreicht eine Körperlänge von maximal 110 (Weibchen) bis 120 Zentimetern (Männchen). Er hat den für Rochen typischen (dorsoventral) abgeflachten Körper, der die Form einer Raute hat. Die Schnauze ist zugespitzt. Die Oberseite ist einfarbig aschgrau gefärbt, die Unterseite ist weiß. Der innere Augenrand wird von einer Reihe von normalerweise 8 Dornen gesäumt, 3 bis 9 weitere liegen in einer Reihe in der Nackenmitte. Zwei weitere Reihen mit je etwa 50 Stacheln befinden sich rechts und links der Mittellinie von der Schulterregion bis zur ersten Rückenflosse im hinteren Teil des Schwanzes.

## Verbreitung
Der Chagrinrochen lebt benthal (auf dem Kontinentalschelf) im nordöstlichen Atlantik und seinen Nebenmeeren. Das Verbreitungsgebiet reicht vom russischen Murmansk über die Küste Norwegens, die Färöer und die Südküste Islands, die tiefere nördliche Nordsee und den Skagerrak (Norwegische Rinne) südlich bis an die Küste Marokkos und umfasst auch das westliche Mittelmeer im Norden bis zur Westküste Griechenlands, im Süden bis Tunesien, sowie die Küste Madeiras. Dabei hält sich der Rochen in relativ kaltem Wasser in Tiefen von 30 bis 550 Metern auf, im Süden des Verbreitungsgebietes eher in größeren Tiefen.

## Lebensweise
Der Chagrinrochen ernährt sich bodenbewohnenden Tieren, bevorzugt dabei aber Fisch. Wie die übrigen Echten Rochen (Rajidae) ist auch der Chagrinrochen nicht lebendgebärend. Die Weibchen legen etwa 7,5 bis 9,9 Zentimeter lange und 4,5 bis 4,7 cm breite Eikapseln mit langen Fortsätzen an den Ecken ab.

## Gefährdung
In der Roten Liste der IUCN wird der Chagrinrochen als „Near Threatened“ (potenziell gefährdet) eingestuft.